# Maserati GranTurismo (2022)
La Maserati GranTurismo II è un'autovettura coupé prodotta dalla casa automobilistica italiana Maserati dal 2022 nello stabilimento di Mirafiori. A partire dal 2025 è prodotta nello storico stabilimento Maserati di Modena.

## Debutto e contesto
Presentata in veste prototipale ad inizio aprile 2022 durante l'E-Prix di Roma da Carlos Tavares, la versione definitiva ha esordito in anteprima il 21 agosto 2022 durante il Concorso d'eleganza di Pebble Beach in California nella versione elettrica denominata Folgore. Della vettura, in seguito il 14 settembre, sono state diffuse alcune immagini e caratteristiche tecniche della variante con motore a scoppio, per poi essere presentata in veste definitiva nella versione alimentata a benzina il 3 ottobre 2022.

## Caratteristiche tecniche
La vettura, la cui progettazione è iniziata nel 2017, viene realizzato sull'evoluzione della piattaforma Alfa Romeo Giorgio declinata in versione Sport, cui sono state apportate pesanti modifiche per l'installazione del sistema d'alimentazione e propulsione elettrica. La scocca fa largo impiego d'alluminio, con l'utilizzo di magnesio e acciai altoresistenziali per gli elementi strutturali. Il bilanciamento dei pesi si attesta al 52% all'anteriore e al 48% al posteriore; nello specifico, nelle varianti con il motore termico, l'auto ha una massa in ordine di marcia pari a 1795 kg contro i 1880 kg della precedente GranTurismo con motore V8.
L'alleggerimento del peso è stato possibile grazie all'adozione del motore V6 che ha ingombri inferiori rispetto al V8 e al posizionamento del differenziale anteriore: infatti, non sono collocati in sovrapposizione l'uno sull'altro come avviene di solito, ma sono posti sullo stesso piano, portando all'allungamento dello sbalzo anteriore a 949 mm; così facendo i progettisti hanno potuto collocare il V6 più in basso, riducendo il baricentro della vettura e migliorando la tenuta di strada. La carrozzeria ha un coefficiente di resistenza aerodinamica pari a 0,28 per la versione a benzina, mentre su quella elettrica scende a 0,26. 
Lo schema sospensivo comprende davanti un quadrilatero a doppio braccio oscillante, mentre dietro c'è un multilink. Non sono presenti molle meccaniche, bensì elementi pneumatici a controllo elettronico dello smorzamento, che sfruttano la compressione del gas per replicare il comportamento elastico e smorzante della molla.

## Motori e versioni

### V6 Nettuno
Mentre la GranTurismo di prima generazione utilizzava un motore Ferrari aspirato con architettura V8 abbinato alla trazione posteriore, la seconda generazione monta, a seconda degli allestimenti, due propulsori, uno elettrico e uno endotermico a benzina con architettura V6 biturbo derivato dalla Maserati MC20 e dalla Maserati Grecale Trofeo denominato Nettuno. 

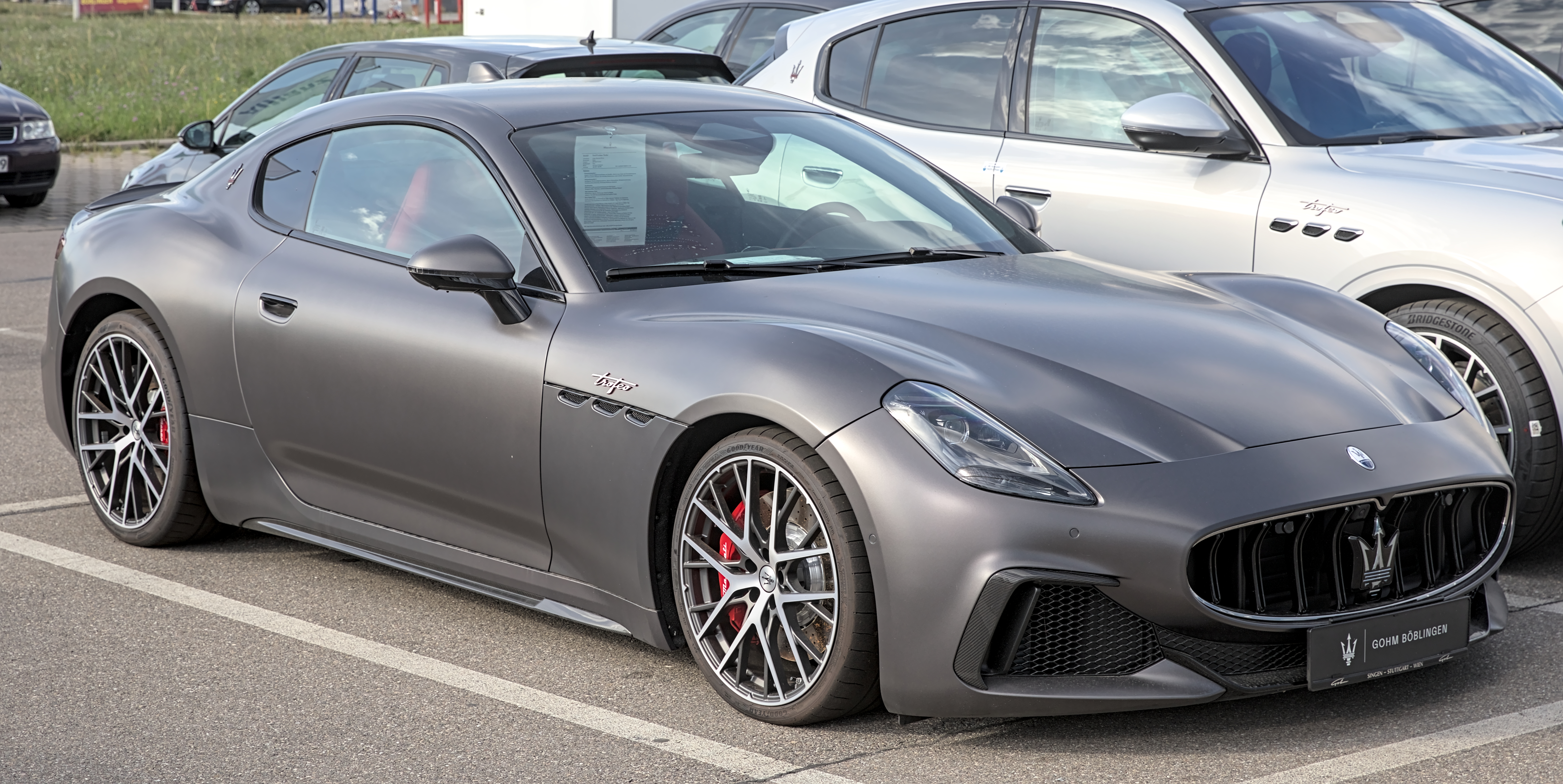
GranTurismo Trofeo

Strutturalmente a livello tecnico, il motore conserva l'angolo tra le bancate di 90° ma, rispetto a quello della MC20, la lubrificazione è a carter umido, con alesaggio di 88 mm e corsa di 82 mm, con un rapporto di compressione pari a 11:1. La testata è dotata di un sistema a doppia candela di accensione (simile al Twin Spark) con precamera per ogni cilindro, mentre l'alimentazione prevede l'uso di due turbocompressori e di un sistema misto d'iniezione (sia diretta che indiretta) di carburante, attraverso l'uso di due iniettori per cilindro, per un totale di dodici. 
Sulla GranTurismo è presente un sistema di disattivazione selettiva dei cilindri, che spegne un’intera bancata in alcune fasi di guida a basso carico motore, facendolo lavorare a 3 cilindri, con la peculiarità di avere anche la disattivazione della relativa catena di distribuzione, grazie ad un sistema di punterie idrauliche collassabili. 
Questo motore, dalla cilindrata di 3 litri (2992 cm³), è disponibile in due versioni e step di potenza: la Modena da 490 CV a 6500 giri/min e 600 N·m di coppia a 3000 giri/min e la Trofeo da 550 CV e 650 N·m di coppia tra i 2500 ed i 5500 giri/min, abbinato entrambi ad un cambio automatico a 8 marce e alla trazione integrale permanente.
Il rapporto potenza-peso è di 0,27 CV/kg per la Modena e 0,31 CV/kg per la Trofeo. A livello prestazionale, la Modena copre lo 0 a 100 km/h in 3,9 secondi e arriva ad una velocità massima di 302 km/h, mentre la Trofeo migliora il tempo di accelerazione impiegando 3,5 secondi per scattare da 0 a 100 km/h e toccando una punta massima di 320 km/h.

### Folgore

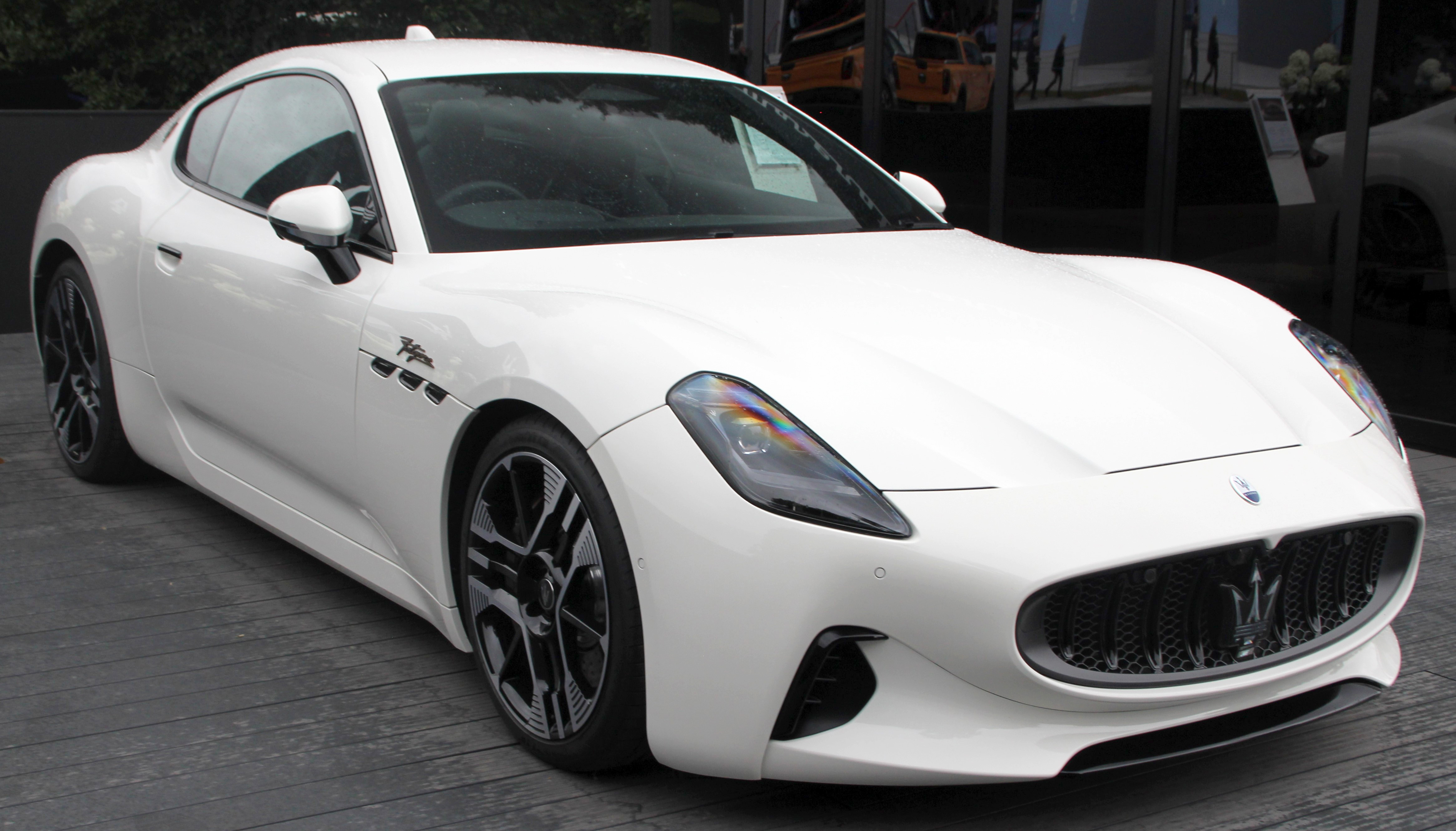
GranTurismo Folgore

La versione elettrica, denominata Folgore, è invece dotata di tre motori elettrici a magneti permanenti ingegnerizzati dalla FPT Industrial, e prodotti dalla Marelli a Modugno. Questi motori erogano fino a 300 kW ciascuno, uno è posto sotto il cofano anteriore, mentre gli altri due trovano posto sotto il vano bagagli posteriore. Complessivamente, tutti i motori potrebbero erogare una potenza di picco nominale di circa 1200 CV, ma a regime, la potenza combinata realmente disponibile è di 761 CV e la coppia è di 1350 N·m. Inoltre, c'è anche una funzione elettronica di gestione dei motori che è chiamata "MaxBoost", la quale incrementa la potenza fino a 830 CV, disponibili (temporaneamente) per brevi intervalli di tempo.
I motori elettrici sono alimentati da una batteria agli ioni di litio, posizionata sotto al pavimento ed al tunnel centrale — con capacità energetica lorda nominale di circa 92,5 kWh — di cui quella realmente utilizzabile è approssimativamente di 83 kWh. Il peso arriva sulla soglia dei 2260 kg. Il pacco batteria può essere ricaricato da una presa a 270 kW alla tensione di 800 V, oppure a 50 kW con una tensione di 400 V. Lo 0 a 100 km/h viene coperto in 2,7 secondi e lo 0–200 in 8,8, mentre la velocità massima è di 320 km/h, con autonomia stimata di circa 450 km.